# Экстремальные поры
«Экстремальные поры» (англ. Extreme Spots) — первый эпизод девятого сезона мультсериала «Губка Боб Квадратные Штаны», который был показан 21 июля 2012 года в США на телеканале «Nickelodeon».

## Сюжет
Губка Боб и Патрик играют с песком на пляже. Одна рыба сообщает, что Крутикалы (англ. The Drasticals; словослияние от «Крутые радикалы» — англ. Drastic Radicals) выступают на Песчаной Горке. Ребята были впечатлены ими. Рыба с британским акцентом рассказывает Губке Бобу и Патрику о Крутикалах и говорит, что они профессионалы экстремального спорта. Но из-за шепелявости рыбы Патрик неправильно воспринимает «экстремальный спорт» как «экстремальные поры» и затем специально пристаёт к медузам, чтобы те его ужалили и образовали на нём «экстремальные поры». Джонни Крилл и его друзья смеются над этим и говорят Губке Бобу попробовать покататься на мотоцикле, чтобы проверить, хорош ли он в экстремальных видах спорта, а Патрик скатывается с горы на сэндборде.
Спорт оказывается слишком экстремален для Губки Боба и Патрика, и вместо него они прыгают через скакалку. Патрик быстро устает, а Крутикалы демонстрируют экстремальные прыжки со скакалкой: Тед разгорается от своей большой скорости и высоко прыгает вверх до самолёта. Затем Губка Боб и Патрик пускают мыльные пузыри, которые Крутикалы превращают в экстремальные: Джонни ездит на мотоцикле внутри пузыря и разрушает здания. Далее Губка Боб боксирует с подушкой Чарли и умудряется ей проиграть, Джонни же кладёт её в стиральную машину и подвергается нападению живого матраса, мстящего за неё. Потом Патрик демонстрирует ныряние в мусорный контейнер, а бабушка прыгает с более высокого трамплина в уплотнённую кучу мусора.
Губка Боб и Патрик показывают, что им нравится ловить медуз. На охоте Крутикалы получает травмы и покрывается порами. Джонни признаёт, что эти поры и вправду «экстремальные». Рыба из Британии говорит, что экстремальные поры — это побочный продукт экстремальных видов спорта. Эпизод заканчивается тем, что Патрик спрашивает: «Кто этот парень?».

## Роли
- Том Кенни — Губка Боб, подушка Чарли
- Билл Фагербакки — Патрик
- Мистер Лоуренс — Фред
- Ди Брэдли Бейкер — молодая рыба, песчаный доллар, рыба-британец
- Джилл Тэлли — Грэнд Мол Грэнни
- Марк Файт — Тед, живой матрас
- Джонни Ноксвилл — Джонни Крилл

### Роли дублировали
- Сергей Балабанов — Губка Боб
- Юрий Маляров — Патрик, дополнительные голоса
- Иван Агапов — рыба-британец, Тед
- Александр Хотченков — Фред, подушка Чарли, матрас, дополнительные голоса
- Юрий Меншагин — Джонни Крилл
- Лариса Некипелова — Грэнд Мол Грэнни

## Производство

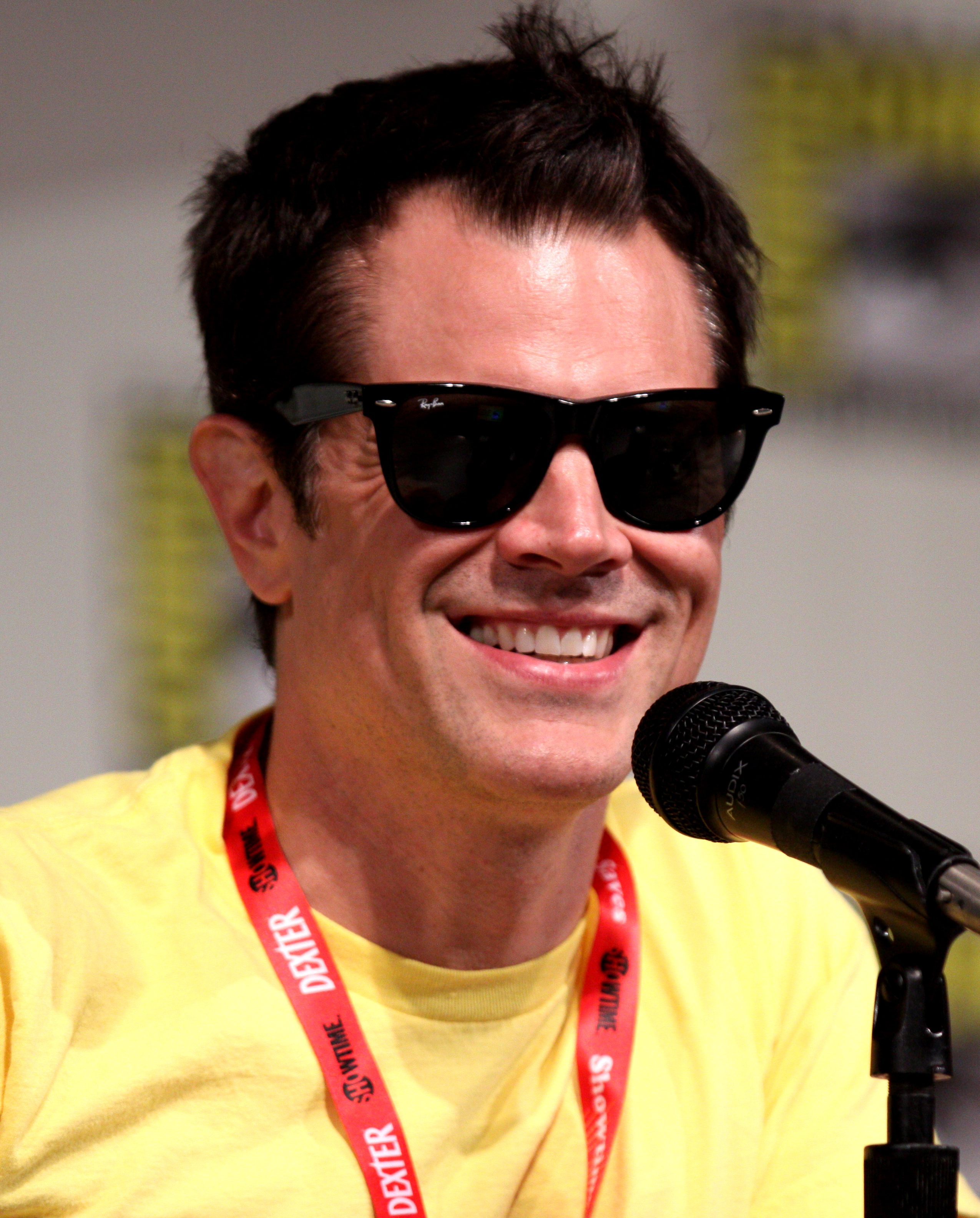
Актёр Джонни Ноксвилл, приглашённый на озвучку Джонни Крилла.

Сценарий к эпизоду «Экстремальный поры» написали Люк Брукшир, Марк Чеккарелли и Дерек Иверсен, а режиссёром анимации был Том Ясуми. Брукшир и Чеккарелли также выступили в качестве режиссёров раскадровки. Эта серия стала первой серией обычной продолжительности, выпущенной в высоком разрешении.
Первоначально эпизод транслировался на Nickelodeon в США 21 июля 2012 года с родительским рейтингом TV-Y7. Он был частью марафона «The Super Spongy Square Games», в ходе которого дебютировали эпизоды сериала на спортивную тематику.
В дополнение к обычному составу актёров, американский каскадёр и актёр из сериала «Чудаки» Джонни Ноксвилл был приглашён озвучить Джонни Крилла, лидера экстремальной спортивной команды Крутикалов и чемпиона подводного экстремального спорта.  Сценаристы написали эпизод специально для Ноксвилля. Исполнительный продюсер Пол Тиббитт сказал: «[Nickelodeon] хотел сделать шоу об экстремальных видах спорта, и первым, что пришло в голову, был Джонни Ноксвилл, потому что мало кто живёт столь экстремально, как он». Ноксвилл принял роль, потому что он фанат сериала. Ноксвилл также сказал: «Я получил много уважения в офисе за то, что сыграл в „Губке Бобе“. Все в восторге. <…> Как только я закончил запись этого эпизода, я начал умолять их позволить мне вернуться и записать ещё один». Ноксвилл спросил, нужно ли ему придумать забавный голос для своего персонажа. Однако продюсеры сказали: «Нет, нам нужен [Ваш голос]». Ноксвилл утверждал, что непросто исполнять камео с вокалом. Он добавил: «Это другой вид работы».
Помимо озвучивания, Ноксвилл также сделал фотосессию с плюшевой игрушкой Губки Боба для эпизода. Он сказал: «Они загрузили меня кучей швага! Каждая игрушка, которую они когда-либо делали — скейтборды, браслеты, всевозможные замечательные вещи. Они просто не перестают пользоваться льготами». Также он добавил: «Они разрешили мне делать мои собственные трюки в этом эпизоде. Это было потрясающе».

## Мерчандайзинг
15 января 2013 года эпизод «Экстремальные поры» вышел на DVD-сборнике «SpongeBob SquarePants: Extreme Kah-Rah-Tay» вместе с другими эпизодами восьмого и девятого сезонов «Защита Сквидварда», «Путь губчатого мастера», «Домашний сторож Сэнди», «Крабсбургер, который съел Бикини Боттом», «Беличьи рекорды», «Застывшая гримаса» и «Гонки на разрушение». 10 октября 2017 года эпизод «Экстремальные поры» был выпущен на DVD «SpongeBob SquarePants: The Complete Ninth Season» вместе со всеми эпизодами девятого сезона. 4 июня 2019 года он вышел на DVD «SpongeBob SquarePants: The Next 100 Episodes» вместе со всеми эпизодами сезонов с шестого по девятый.

## Отзывы
Премьера эпизода 21 июля 2012 года в рамках марафона «The Super Spongy Square Games» собрала 3,7 миллиона зрителей, став самой популярной детской программой среди всех зрителей за неделю. В этом эпизоде, наряду с «Беличьими рекордами», «Гонками на разрушение» и «Застывшей гримасой», было зафиксировано двузначное увеличение с учетом демографии детей, в среднем 5,57 миллиона детей 2-11 лет (+50%) с 2011 года.
Эпизод получил положительные отзывы критиков. Пол Мавис из DVD Talk получил удовольствие от этой серии и сказал: «„Экстремальные поры“ вызывают большой смех из-за некоторых очень забавных моментов». Он также добавил, что «стереотипная рыба-британец с моноклем и плохими зубами — это крик». В своем обзоре для Inside Pulse Джо Кори сказал, что этот эпизод «не менее опасен», чем остальные эпизоды DVD «Extreme Kah-Rah-Tay».